# Apremont (Alt Saona)
Apremont és un municipi francès situat al departament de l'Alt Saona i a la regió de Borgonya - Franc Comtat. L'any 2007 tenia 412 habitants.

## Demografia

### Població
El 2007 la població de fet d'Apremont era de 412 persones. Hi havia 158 famílies, de les quals 31 eren unipersonals (12 homes vivint sols i 19 dones vivint soles), 58 parelles sense fills i 69 parelles amb fills.
La població ha evolucionat segons el següent gràfic:
Habitants censats

### Habitatges
El 2007 hi havia 195 habitatges, 156 eren l'habitatge principal de la família, 21 eren segones residències i 19 estaven desocupats. 188 eren cases i 8 eren apartaments. Dels 156 habitatges principals, 118 estaven ocupats pels seus propietaris, 34 estaven llogats i ocupats pels llogaters i 5 estaven cedits a títol gratuït; 4 tenien dues cambres, 14 en tenien tres, 40 en tenien quatre i 98 en tenien cinc o més. 117 habitatges disposaven pel capbaix d'una plaça de pàrquing. A 54 habitatges hi havia un automòbil i a 90 n'hi havia dos o més.

### Piràmide de població
La piràmide de població per edats i sexe el 2009 era:
| Homes | Edats   | Dones |
| ----- | ------- | ----- |
| 0     | 95 o +  | 0     |
| 0     | 90 a 94 | 0     |
| 0     | 85 a 89 | 0     |
| 8     | 80 a 84 | 4     |
| 8     | 75 a 79 | 8     |
| 12    | 70 a 74 | 28    |
| 12    | 65 a 69 | 12    |
| 8     | 60 a 64 | 8     |
| 4     | 55 a 59 | 4     |
| 8     | 50 a 54 | 4     |
| 4     | 45 a 49 | 4     |
| 16    | 40 a 44 | 12    |
| 24    | 35 a 39 | 28    |
| 16    | 30 a 34 | 12    |
| 4     | 25 a 29 | 4     |
| 4     | 20 a 24 | 0     |
| 4     | 15 a 19 | 8     |
| 16    | 10 a 14 | 24    |
| 28    | 5 a 9   | 8     |
| 12    | 0 a 4   | 12    |

## Economia
El 2007 la població en edat de treballar era de 258 persones, 185 eren actives i 73 eren inactives. De les 185 persones actives 171 estaven ocupades (105 homes i 66 dones) i 15 estaven aturades (5 homes i 10 dones). De les 73 persones inactives 30 estaven jubilades, 21 estaven estudiant i 22 estaven classificades com a «altres inactius».

### Ingressos
El 2009 a Apremont hi havia 165 unitats fiscals que integraven 437,5 persones, la mediana anual d'ingressos fiscals per persona era de 15.614 €.

### Activitats econòmiques
Dels 11 establiments que hi havia el 2007, 3 eren d'empreses extractives, 2 d'empreses de fabricació d'altres productes industrials, 2 d'empreses de construcció, 2 d'empreses de comerç i reparació d'automòbils i 2 d'empreses immobiliàries.
L'únic servei als particulars que hi havia el 2009 era un paleta.
L'any 2000 a Apremont hi havia 12 explotacions agrícoles que ocupaven un total de 882 hectàrees.

## Equipaments sanitaris i escolars
El 2009 hi havia una escola elemental integrada dins d'un grup escolar amb les comunes properes formant una escola dispersa.

## Poblacions més properes
El següent diagrama mostra les poblacions més properes.